# Casa de locuit de pe str. Karl Marx, 122 (Grigoriopol)
Casa de locuit de pe str. Karl Marx, 122 este o clădire amplasată pe str. K. Marx, 122 în Grigoriopol, Republica Moldova. Este un monument arhitectural de importanță națională inclus în Registrul monumentelor Republicii Moldova ocrotite de stat cu nr. 465 (raionul Grigoriopol). Datează de la sf. sec. XIX – înc. sec. XX.